# Национальный университет Сунь Ятсена
Национальный университет Сунь Ятсена (англ. National Sun Yat-sen University (NSYSU), кит. 國立中山大學) — государственный исследовательский университет, известный как официальное сообщество аналитических центров, расположенный в Сизихване, Гаосюне, Тайвань и на острове Пратас в Южно-Китайском море. NSYSU является одним из шесть национальных исследовательских университетов и одним из четырёх университетов, входящих в Тайваньскую комплексную университетскую систему, альянс исследовательских университетов Тайваня. Имея аккредитацию AACSB и CFA и программу морского менеджмента №1 в Азии, Колледж управления NSYSU является одним из лучших в Восточной Азии, а Колледж морских наук является старейшим и имеет самый высокий рейтинг на Тайване.
В настоящее время NSYSU является государственным университетом и известен своими мощными политическими и коммерческими связями, многие из его преподавателей и сотрудников выступают в качестве чиновников и экспертов НПО, поддерживая тесные контакты с представителями промышленности и правительства. На территории кампуса находятся обменные офисы федерального правительства США, правительства Японии и Европейской комиссии.
NSYSU обычно входит в число 6-7 лучших университетов страны и находится в рейтинге среди 400-1000 лучших университетов мира. Он состоит из семи колледжей, но также содержит значительное количество научно-исследовательских институтов.

## История
В 1980 году, когда началось общее экономическое развитие Тайваня, возросло внимание общества к высшему образованию. Чтобы сбалансировать развитие образования на севере и юге, правительство решило построить универсальный университет на юге.
На момент основания в университете было четыре кафедры, две аспирантуры и 189 студентов. Сегодня в университете семь колледжей (гуманитарные науки, естественные науки, инженерия, менеджмент, морские науки, общественные науки и колледж Си-Ван) и более 9500 студентов, обучающихся на 18 специальностях бакалавриата, 35 магистерских программах и 26 докторских программах. NSYSU вырос и теперь признан на международном уровне как одно из самых важных научно-исследовательских и учебных заведений Тайваня.
В 2002 году НСГУ был назван Министерством образования одним из семи крупнейших наукоёмких университетов страны. Два года спустя Колледж менеджмента стал первым в стране общественным университетом, аккредитованным Ассоциацией по развитию университетских бизнес-школ. Кроме того, NSYSU получил грант первого/второго этапа в рамках плана «Стремиться к лучшему университету» Министерства образования в 2011 и 2016 годах. Четыре года спустя университет провёл 1-й «Совместный симпозиум NSYSU и UCSD» по международному академическому сотрудничеству.
В последние два месяца 2014 года университет посетили лауреаты Нобелевской премии Акира Судзуки и Хироси Амано.
18 июня 2021 года Брент Кристенсен, директор Американского института на Тайване (AIT) и посол США на Тайване, был удостоен звания почётного доктора социальных наук от NSYSU.

## Культура кампуса
Национальный университет имени Сунь Ятсена расположен в городе Гаосюн, крупнейшем портовом городе Тайваня. Основанный на академическом стиле, в котором особое внимание уделяется океану и торговле, он не только является местом рождения первого на Тайване колледжа морских наук, но и уникален тем, что прямо на территории кампуса проводятся занятия водными видами спорта. Выпускные требования NSYSU к своим студентам включают демонстрацию навыков плавания. NSYSU также регулярно проводит соревнования по виндсёрфингу с престижным университетом Осаки в Японии. Кроме того, NSYSU имеет особые отношения с Калифорнийским университетом в Сан-Диего (UCSD) в Соединённых Штатах, исследовательским университетом с аналогичным академическим стилем, который также расположен недалеко от побережья. Совместный симпозиум NSYSU и UCSD проводится в Гаосюне и Ла-Холье попеременно каждый год с 2015 года.
Университет является родиной первой системы электронных досок объявлений Sinophone (中山大學美麗之島) и популярных азиатских культурных терминов «ACG». Кроме того, к 2030 году NSYSU будет преобразован в университет с преподаванием на английском языке.

## Кампус и удобства

### Сизихван
Кампус NSYSU, расположенный рядом с гаванью Гаосюн и военной базой, с трёх сторон окружён горами, а также обращён к открытым водам Тайваньского пролива, что делает его естественной крепостью. Пляж Сизихвана (один из восьми видов Тайваня) расположен прямо на территории кампуса, что делает университетский кампус очень привлекательным местом на Тайване. Экологические характеристики местности уникальны, включая природу горной экосистемы, морской экосистемы и коралловых рифов. Помимо университетских зданий на территории кампуса есть также морской курорт, стадион, построенный методом намыва, тоннель Сизихван и исторические места, оставшиеся от эпохи японского правления.
Кампус находится недалеко от центра города, но вдали от пробок и городского шума. Есть только четыре дороги, соединяющие кампус с внешним городом, все переулки проходят близко к горам и морю, а местность пересечённая. Преподаватели и студенты NSYSU живут среди разнообразия дикой природы. Здесь обитает большое количество тайваньских макак, какаду, краснобрюхих белок и китайских мунтжаков. Кроме того, воды Сизихвана населены исчезающими видами кораллов Polycyanthus chiashanensis.

### Ренву
Кампус Renwu будет построен на 24 гектарах, с тремя зонами, запланированными для ИИ-медицины, интеллектуального здравоохранения и экологического отдыха, предоставит исследовательское пространство для Института точной медицины, Института биотехнологии и медицины, Института медицинских технологий и Институт биомедицинских исследований. В декабре 2020 года в этом кампусе были завершены работы по подготовке земли на площади 24 га, включая корректировку высоты основания, дренажные сооружения для прудов-отстойников, расчистку деревьев, озеленение и т. д. Планируется, что медицинский учебный корпус будет представлять собой 1-этажное подземное здание и 6-этажное надземное здание.

## Академическая деятельность
В NSYSU есть семь колледжей: инженерия, гуманитарные науки, менеджмент, морские науки, естественные науки, социальные науки и колледж Си-Ван.

### Исследования
Национальный университет им. Сунь Ятсена обладает значительными исследовательскими возможностями. «Центр исследований Азиатско-Тихоокеанского региона» в NSYSU является исследовательским центром Куросио мирового класса, он обладает самой передовой технологией производства электроэнергии на морских течениях в мире. «Исследовательский центр электронной коммерции и интернет-сообщества» в NSYSU является единственным исследовательским центром социальных наук на Тайване, который был выбран для участия в 7-й рамочной программе Европейской комиссии (FP7) SSH-NCP.
По состоянию на 2017 год в NSYSU было 68 исследовательских центров, в том числе следующие наиболее важные ключевые центры:
Высший уровень
- Центр исследований Азиатско-Тихоокеанского региона
- Центр исследований электронной коммерции и интернет-сообщества
- Научно-исследовательский центр функционально-кристаллических аморфных комплексов
- Медицинский научно-технический центр
- Центр гуманитарных инноваций и социальных практик

Университетский уровень
- Исследовательский центр социальных наук имени Сунь Ятсена
- Центр междисциплинарных исследований и исследований данных (MDSRC)
- Исследовательский центр изучения менеджмента
- Центр исследований и продвижения инженерных технологий
- Пограничный центр океанологии и технологий
- Центр гуманитарных наук

### Рейтинги
Национальный университет имени Сунь Ятсена неизменно входит в число 7 лучших университетов страны в Мировом рейтинге университетов QS, рейтинге университетов мира Times Higher Education и Академическом рейтинге университетов мира.
- QS World University Rankings

Согласно Мировому рейтингу университетов QS (2022), NSYSU занимает 7-е место в рейтинге университетов Тайваня (412-е место в мире).
- Times Higher Education

Согласно Times Higher Education (2022), NSYSU занимает 7-е место в рейтинге университетов Тайваня (201-250-е место в Азии; 810-1000-е место в мире).
- Academic Ranking of World Universities

Согласно Академическому рейтингу университетов мира (2021), NSYSU занимает 7-е место среди национальных университетов Тайваня (601–700-е место в мире).
Математика: 75–100 место, 1 место на Тайване (2015).
Океанография: 101–150, 2 место на Тайване (2020).
Инженерное дело: 101-150-е место (2016)
Информатика: 151-200-е (2015)
Телекоммуникационные технологии: 151-200-е (2020).
- THE 100 Under 50 university rankings

Согласно рейтингу Times Higher Education 100 лучших университетов в возрасте до 50 лет (2020), NSYSU занимает 6-е место среди университетов Тайваня (201-250-е место в мире).
- THES - QS World University Rankings

Согласно рейтингу университетов мира THES - QS, NSYSU входит в число 500 лучших университетов мира, занимая 401+ место (2009).
- Global Views Monthly Taiwan University Rankings

В списке 2021 года NSYSU занимает 6-е место среди общеобразовательных университетов. Кроме того:
5 место в социальном престиже
6-е место в сотрудничестве между промышленностью и университетом
7 место по интернационализации
- Financial Times - Executive MBA Ranking

По данным Financial Times (2017), программа NSYSU Global MBA заняла 69-е место в рейтинге Executive MBA Financial Times за 2017 год, единственное учреждение из Тайваня, получившее рейтинг.
- Eduniversal World TOP 300 Business School

По данным Eduniversal, среди ранжированных областей морской менеджмент NSYSU занимает первое место в Азии.
19-е место в мире (2-е место на Тайване) в сфере государственного управления/менеджмента.
91-е место в мире (1-е место на Тайване) в области управления здравоохранением
6-е место в Восточной Азии (1-е место на Тайване) в области управления персоналом
15-е место в Восточной Азии (1-е место на Тайване) в области управления информационными системами

### Особые правительственные аналитические центры
Офисы США, ЕС и Японии
Основаны под эгидой правительства США, Европейской комиссии и правительства Японии: Американский центр Сунь Ятсена (основан в 1999 году), Центр Европейского союза при NSYSU (основан в 2009 году) и Центр японоведов при NSYSU (основан в 2010 году) являются единственными официальными офисами Южного Тайваня для политических и академических обменов.
Центр правительственных исследований Ли Дэнхуэя
Названный в честь бывшего президента Тайваня Ли Дэнхуэя, «Центр правительственных исследований Ли Дэнхуэя» создан 1 февраля 2017 года (после «Семинара по политической экономии доктора Дэнхуэя Ли», основанного в 2002 году). Центр служит региональным аналитическим центром с целью предоставления перспективных и комплексных исследований или рекомендаций по государственной политике и социальным вопросам.
Центр конъюнктурных исследований и опросов общественного мнения
Центр NSYSU является самым важным центром социальных исследований и подразделением по изучению общественного мнения на юге Тайваня. Центр и Исследовательский центр по выборам Национального университета Чэнчи включены в список двух крупнейших университетских учреждений Тайваня по проведению опросов.

### Международный обмен
Каждый год около 50 иностранных студентов по обмену приезжают обучаться, в основном менеджменту и бизнесу, преподаваемым на английском языке. Они также узнают о тайваньской культуре, а также о некоторых диалектах китайского языка. В университете также есть отдельный языковой институт, где платные студенты могут изучать тайваньский и китайский языки. Также есть такое же количество студентов по обмену, которые ежегодно ездят в университеты-партнёры NSYSU. NSYSU имеет активную Международную студенческую ассоциацию. В 2009-2010 годах более 250 иностранных студентов были членами ассоциации ISA в NSYSU, приняв участие в более чем 20 студенческих мероприятиях.
Первый на Тайване студент из материкового Китая и студент из Буркина-Фасо, получившие докторскую степень, являются выпускниками Института Китая и Азиатско-Тихоокеанских исследований NSYSU.

## Известные выпускники
Среди выпускников NSYSU президент Законодательного собрания Юань Су Цзяцюань, мэр Гаосюна Чен Чу, член Палаты представителей Пенсильвании Дэвид Х. Роу и значительное количество генеральных директоров из числа 500 крупнейших компаний мира, таких как Джон Лин, вице-президент eBay, Юэй-Ань Лю, учёный-космонавт и выдающийся профессор, а также председатель Комиссии по финансовому надзору Хуан Тянь-му.

## Почётные доктора
По состоянию на июнь 2021 года всего 24 человека. Полный список см. в объявлении Управления по академическим вопросам Национального университета имени Сунь Ятсена.
| Имя              | Год  | Причина                                                                       |
| ---------------- | ---- | ----------------------------------------------------------------------------- |
| Лянь Чжань       | 1995 | Политик, вице-президент Китайской Республики (Тайвань).                       |
| Далай-лама XIV   | 1996 | Политик, лауреат Нобелевской премии мира.                                     |
| Ли Юаньчжэ       | 1996 | Химик, лауреат Нобелевской премии по химии, президент Академии Синика.        |
| Као Чинг-Юэн     | 1997 | Генеральный директор корпорации Юни-Президент Энтерпрайзис.                   |
| Роберт К. Мертон | 1998 | Экономист, лауреат Нобелевской премии по экономике.                           |
| Ли Хуань         | 1999 | Политик, премьер-министр Китайской Республики (Тайвань).                      |
| Гао Синцзянь     | 2000 | Писатель, лауреат Нобелевской премии по литературе.                           |
| Питер Рейвен     | 2001 | Учёный, член Национальной академии наук США.                                  |
| Вернон Смит      | 2003 | Экономист, лауреат Нобелевской премии по экономике.                           |
| Алекс Хорнг      | 2004 | Генеральный директор Sunonwealth Electric Machine Industry Co., Ltd.          |
| Геннадий Турмов  | 2004 | Президент Дальневосточного государственного технического университета, Россия |
| Чи-Хуэй Вонг     | 2007 | Химик, лауреат премии Вольфа по химии, президент Академии Синика.             |

## Инцидент с информационной безопасностью 2019 года
В ноябре 2019 года в NSYSU произошёл серьёзный инцидент, связанный с информационной безопасностью. Предположительно, зарубежные хакеры из Китая использовали XSS для мониторинга электронной почты почти 100 преподавателей Колледжа социальных наук NSYSU и Колледжа морских наук.
Поскольку основные жертвы (политики, связанные с отношениями Китая и Тайваня; учёные, занимающиеся государственной политикой) связаны с правительственными аналитическими центрами, вторжение могло создать угрозу национальной безопасности.